# Élections sénatoriales françaises de 1882
Les élections sénatoriales françaises de 1882 ont lieu le 8 janvier 1882 au titre du renouvellement triennal pour la série C, second renouvellement partiel du Sénat de la Troisième République. Celui-ci se déroule durant le Grand ministère Gambetta.

## Résultats
La série C comprend 75 sièges dont ceux compris dans l'ordre alphabétique entre l'Oise et l' Yonne, ainsi que l'Inde française et Oran. En plus de ces sièges de la série, quatre sièges sont aussi vacants dans les autres séries portant à un total de 79 sièges en jeu. Contrairement au scrutin précédant, les républicains sont concurrencés sur leur gauche par les radicaux sans qu'ils n'obtiennent plus de deux sièges : Victor Hugo et Jean Labordère. Le Centre gauche n'obtient que 30 membres et les deux autres groupes sénatoriaux, l'Union républicaine et le Gauche républicaine n'ont plus besoin de ceux-ci pour avoir la majorité. Charles de Freycinet à être élu dans quatre départements.
| Tendances politiques | Tendances politiques | Sièges sortants | Sièges obtenus | Sièges totaux |
| -------------------- | -------------------- | --------------- | -------------- | ------------- |
|                      | Légitimistes         | 37              | 13             | 102           |
|                      | Appel au peuple      | 37              | 13             | 102           |
|                      | Républicains         | 42              | 66             | 198           |
| Total                | Total                | 79              | 79             | 300           |

## Conséquences
Avec cette nouvelle victoire républicaine, le Sénat est clairement passé à gauche. De plus, grâce à la majorité républicaine sans le Centre gauche, la présidence du Sénat est offerte à Philippe Le Royer du groupe de la Gauche républicaine. Cette nouvelle majorité permet la loi du 9 décembre 1884 qui supprime les sénateurs inamovibles et modifie le nombre de grands électeurs en fonction de la population des communes.